# 횡단화산지대사슴쥐
횡단화산지대사슴쥐(Peromyscus hylocetes)는 비단털쥐과에 속하는 설치류의 일종이다. 멕시코에서만 발견된다.

## 서식지
횡단화산지대사슴쥐는 멕시코 할리스코주 서중부 지역부터 동쪽으로 멕시코시티까지, 북쪽으로 모렐로스주에서 서식한다.